# Campionati europei di bob 1984
I Campionati europei di bob 1984, diciottesima edizione della manifestazione organizzata dalla Federazione Internazionale di Bob e Skeleton, si sono disputati dal 21 al 29 gennaio 1984 a Igls, in Austria, sulla Kunsteisbahn Bob-Rodel Igls, il tracciato sul quale si svolsero le competizioni del bob e dello slittino ai Giochi di Innsbruck 1976 e le rassegne continentali del 1978 e del 1981. Nella località tirolese si erano tuttavia già tenute le gare di slittino e di bob ai Giochi di Innsbruck 1964 e le manifestazioni europee del 1967 (in entrambe le specialità maschili) e del 1971 (solo nel bob a quattro) ma sul vecchio tracciato non più utilizzato dal 1973, allorché venne costruita la pista odierna. Igls ha quindi ospitato le competizioni continentali per la quarta volta nel bob a due uomini e per la quinta nel bob a quattro.

## Risultati

### Bob a due uomini
La gara si è svolta il 21 e il 22 gennaio 1984 nell'arco di quattro manches ed hanno preso parte alla competizione compagini in rappresentanza di 14 differenti nazioni.
| Pos. | Atleti                              | Nazione            | Tempo   | Distacco |
| ---- | ----------------------------------- | ------------------ | ------- | -------- |
|      | Jānis Ķipurs Aivars Šnepsts         | Unione Sovietica-1 | 3:38.49 |          |
|      | Detlef Richter Dietmar Jerke        | Germania Est-1     | 3:39.71 | +1.22    |
|      | Zintis Ėkmanis Vladimir Aleksandrov | Unione Sovietica-2 | 3:40.18 | +1.69    |
| 4    | Māris Poikāns Ivars Bērzups         | Unione Sovietica-3 | 3:41.28 | +2.79    |
| 5    | Horst Schönau Matthias Legler       | Germania Est-2     | 3:41.36 | +2.87    |
| 6    | Silvio Giobellina Heinz Stettler    | Svizzera-3         | 3:42.44 | +3.95    |
| ...  | ...                                 | ...                | ...     | ...      |

### Bob a quattro
La gara si è svolta il 28 e il 29 gennaio 1984 nell'arco di quattro manches ed hanno preso parte alla competizione 20 compagini in rappresentanza di 9 differenti nazioni.
| Pos. | Atleti                                                              | Nazione          | Tempo   | Distacco |
| ---- | ------------------------------------------------------------------- | ---------------- | ------- | -------- |
|      | Silvio Giobellina Heinz Stettler Urs Salzmann Rico Freiermuth       | Svizzera-1       | 3:34.99 |          |
|      | Detlef Richter Thomas Forch Dietmar Jerke Matthias Legler           | Germania Est-1   | 3:35.15 | +0.16    |
|      | Ekkehard Fasser Hans Märchy Kurt Poletti Rolf Strittmatter          | Svizzera-3       | 3:36.33 | +1.34    |
| 4    | Hans Hiltebrand nd                                                  | Svizzera-2       | 3:37.10 | +2.11    |
| 5    | Walter Delle Karth Günter Krispel Johann Lindner Ferdinand Grössing | Austria-1        | 3:37.37 | +2.38    |
| 6    | Anton Fischer Franz Niessner Uwe Eisenreich Hans Metzler            | Germania Ovest-2 | 3:37.41 | +2.42    |
| ...  | ...                                                                 | ...              | ...     | ...      |

## Medagliere
| Pos.   | Paese            | Oro | Argento | Bronzo | Totale |
| ------ | ---------------- | --- | ------- | ------ | ------ |
| 1      | Svizzera         | 1   | 0       | 1      | 2      |
| 1      | Unione Sovietica | 1   | 0       | 1      | 2      |
| 3      | Germania Est     | 0   | 2       | 0      | 2      |
| Totale | Totale           | 2   | 2       | 2      | 6      |